# لوكربي
لوكربي (بالإنجليزية: Lockerbie، بالغيلية الاسكتلندية: Locarbaidh) هي قرية باسكتلندا في بريطانيا، تقع القرية في نطاق السلطة الوحدوية دمفريز آند غالواي Dumfries and Galloway في جنوب شرقي اسكتلندا. تقع على مسافة 75 ميل (121 كـم) من مدينة غلاسكو، وتبعد مسافة 20 ميل (32 كـم) عن الحدود مع إنجلترا. يبلغ عدد سكانها 4,009 نسمة بحسب تعداد عام 2011. اكتسبت البلدة شهرة دولية بتاريخ 21 ديسمبر عام 1988 في حادثة سقوط وتحطم طائرة بان أم الرحلة 103 الأميركية التابعة لخطوط البان آم عليها سنة 1988 على أثر تفجير إرهابي وقع على متن الطائرة فيما يُعرف باسم قضية لوكربي.

## التاريخ
يظهر وجود لوكربي منذ أيام تأثير الفايكنج على هذا الجزء من اسكتلندا في فترة حوالي عام 900م على أقلِ تقدير . ويشير وجود أطلال معسكر روماني يقع على بعد ميل غربي البلدة إلى احتمال كون البلدة أقدم من ذلكَ حتى. ذُكِرت لوكربي لأول مرة في التاريخ المُسجَّل المعروف في العقد التاسع من القرن الثاني عشر في ميثاق أحد النبلاء النورمان وهو ثاني لوردات آننديل روبرت دي بروس الذي وهب أراضي لوكربي إلى آدم دي كارليل. وذُكِرت مكتوبةً «Lokardebi» عام 1306م.
دارت معركة درايف ساندز «Dryfe Sands» بين عشيرتي ماكسويل وجونستون على بعد حوالي الميليّن غربي لوكربي بتاريخ 7 ديسمبر عام 1593. تمكَّن بني جونستون من القضاء على جميع رجال بني ماكسويل تقريباً الذين حاربوهم في المعركة.
شهدت لوكربي نمواً ملحوظاً بدءاً من عام 1730، حينما قام مالكي الأراضي من عائلة جونستون بجعل الأراضي الزراعية متاحة على طول «الشارع العالي» ما أدى إلى ظهور تجمع سكاني بدا أنه مخطط بعض الشيء. وازدادت أهمية البلدة بحلول عام 1750، وغدت بدءاً من ثمانينيات القرن الثامن عشر موقف استراحة لعربات الأحصنة المارة من غلاسكو إلى لندن.
كانت في لوكربي منذ القرن الثامن عشر أكبر أسواق لحم الضأن في اسكتلندا، وأدى إدخال سكة الحديد الكاليدونية إلى زيادة دور البلدة في التبادل التجاري الحدودي للخراف. كما انخفضت أسعار الفحم نتيجة السكة الحديدة، وهو ما سمح ببناء منشآة صناعية لإنتاج الغاز في البلدة عام 1855.

## أعلام
- جانيت غراهام
- جورج جونز
- توماس غيفورد
- ديفيد جاردين